# 스콧 스미스 (작가)

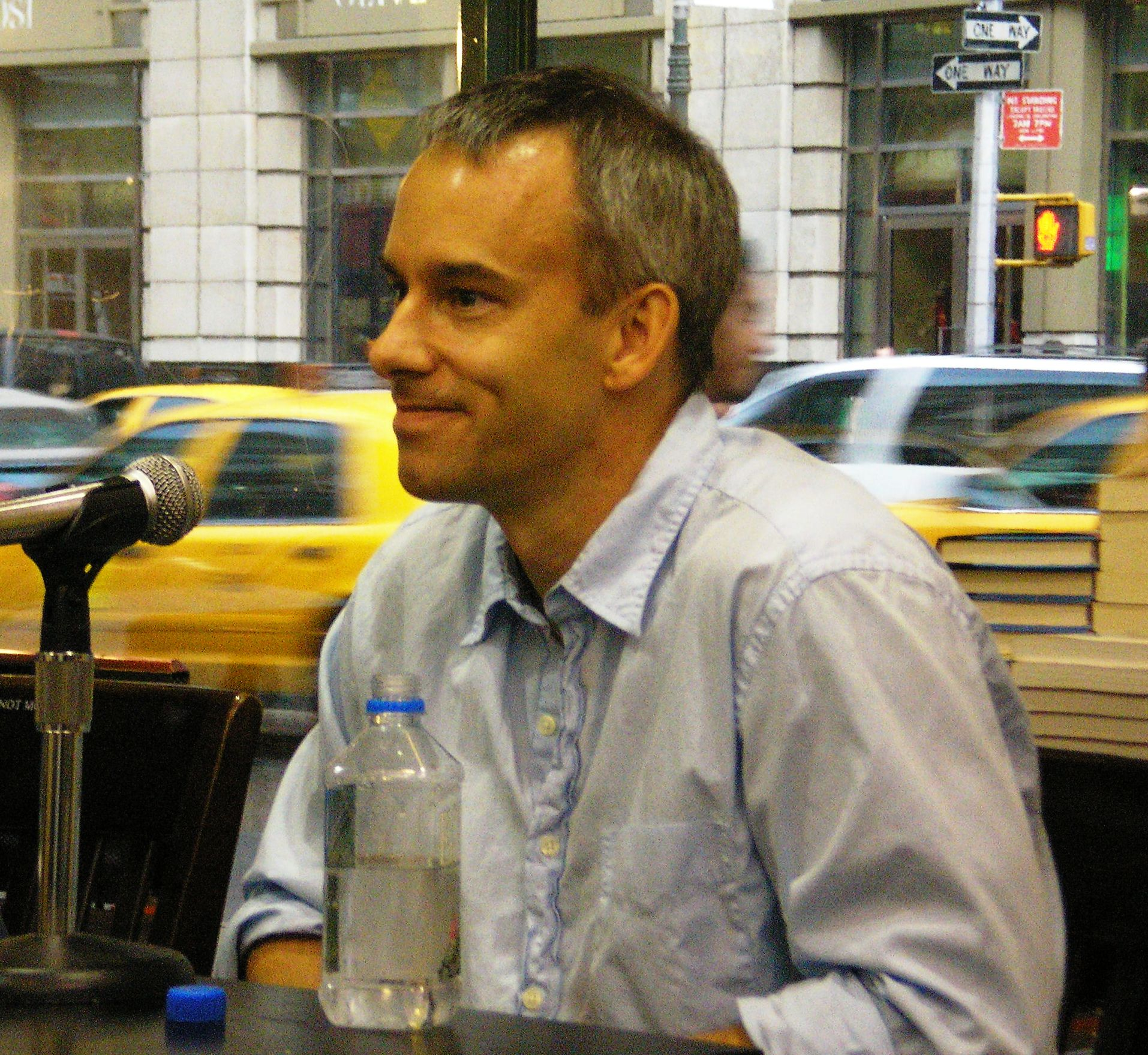
스콧 스미스

스콧 스미스(영어: Scott Bechtel Smith, 1965년 7월 13일 ~ )는 미국의 작가, 각본가이다.

## 성정 과정 및 경력
뉴저지주 서밋에서 태어나 털리도로 이사하여 이곳에서 성장하였다. 다트머스 대학교에서 배우고 컬럼비아 대학 대학원을 수료하였다. 스티븐 킹이 "올해의 베스트 서스펜스 작품"이라고 극찬한 데뷔작 《심플 플랜》은 1998년에 샘 레이미 감독에 의해 영화화되었다. 또한, 제2작 《폐허》도 킹이 "금세기 최고의 호러 소설"이라고 극찬하였고, 2008년에 《루인스》라는 제목으로 영화화되었다. 두 작품 모두 자신이 작가로서 제작에 참여했다.